# Komor Gyula
Komor Gyula, született Kohn Gyula (Pest, 1867. február 3. – Budapest, 1943. december 23.) író, színikritikus, dramaturg. Komor Marcell építész bátyja és Komor Arnold építészmérnök öccse.

## Életútja
Kohn Salamon rabbi és Eibenschütz Lujza gyermekeként született izraelita családban. Gimnáziumi tanulmányait a református gimnáziumban kezdte, majd a Markó utcai gimnáziumban végezte. Itt megnyerte első irodalmi babérul a Deák Ferenc ódai dicsőítésére hirdetett pályázatot és pedig abból az alapítványból, melyet Petőfi Zoltán, az intézet egykori növendéke alapított. A gimnázium sikeres elvégzése után egyetemre ment és hírlapírói tevékenységet vállalt a Budapesti Újságnál, a Honvédnél és a Pesti Hírlapnál, ahol tíz évig volt kritikus. 1901-ben a Vígszínházhoz szerződött. A képviselőházban Endrődi Sándor mellett a Napló segédszerkesztője volt; majd mint gyorsíró működött és mint elnöki tanácsos ment nyugalomba. Hosszabb időn át egyik buzgó tanácsosa volt az Országos Szinészegyesületnek. 1938-ig dramaturgként működött.
1897. június 20-án Budapesten, az Erzsébetvárosban házasságot kötött Weisz Vilmával (1879–1945).

## Fontosabb művei
- Piroska és a farkas (1903)
- A csizmás kandúr (1903)
- A csillagszemű királylány (1910)
- Ali baba és a negyven rabló (1916)
- Hűbele Balázs (1923)
- Most légy okos, Domokos (1926)

## Műfordításaiból
- Hauptmann: Takácsok (1895)
- Olden: Hivatalos feleség (1896)
- Locke: Mirza (1906)
- Henri Murger: Bohémvilág (Scènes de la vie de bohème, 1845) (1913)[6]